# 34. хрватска дивизија НОВЈ
Тридесетчетврта хрватска ударна дивизија НОВЈ формирана је наређењем Главног штаба НОВ и ПО за Хрватску од 30. јануара 1944. године на подручју Жумберка, Покупља и Туропоља од омладинске бригаде „Јожа Влаховић“, бригаде „Фрањо Огулинац Сељо“, Жумберачког и Туропољско-посавског НОП одреда, јачине 3363 борца наоружаних са 2378 пушака, 77 аутомата, 105 пушкомитраљеза, 49 митраљеза, 22 минобацача, 3 противтенковска топа и 1 топом. Била је у саставу Четвртог корпуса НОВЈ и дејствовала на подручју Жумберка, Покупља, Туропоља и у северним деловима Кордуна и Баније.

## Борбени пут дивизије
Одмах после формирања, бранећи слободну територију Жумберка и Покупља, дивизија је водила оштре борбе против јединица немачке Прва козачка коњичка дивизијаПрве козачке коњичке дивизије, усташа и домобрана, а у фебруару и марту разбила непри¬јатеља у Одри (3. фебруара), у Брезовици, Голом Брегу и Хорватима (5. марта), Драганићу (19/20. марта) код Горње Купчине, Худовског Брега, Свете Маргарете (23. марта), Хрженика, Стрмца, Доњег Прибића и Горње Купчине (28. марта). У априлу је тежиште дејства дивизије било у Покупљу. Јединице дивизије су 6. априла одбиле напад делове немачке Прве козачке коњичке дивизије и Загребачког посадног здруга код Краварског, Чаканеца и Горњег Хрушевца, 9. априла порушиле пругу између Туропоља и Лекеника, 12. априла пругу Загреб—Сисак и после осмочасовне борбе одбиле напад усташа код Плешивице, а 20. априла у рејону Прибића, Соржева и Хутина. Из састава дивизије изашла је 1. маја 1944. омладинска бригада „Јожа Влаховић“, а ушла Карловачка бригада.
Од 26. до 28. априла, јединице дивизије водиле су жестоке борбе против усташко-домобранских и немачких снага на Жумберку, па су биле принуђене да се повуку у Словенију. После повратка на Жумберак, 14/15. маја напале су Горње и Доње Изимје и Станчаке, а 31. маја заузеле су Поникве. Са преласком Осме дивизије НОВЈ на оперативно подручје 34. дивизије 15. јуна ослобођен је Бушевец, 17/18. јуна Блатница, 21/22. и 24/25. јуна порушили су железничку пругу Загреб—Карловац и одбијали 22. јуна у рејону Свете Јане а од 27. јуна до 2. јула и од 10. до 16. јула нападе нерначких, усташких и домобранских снага на слободну територију Жумберка. После повратка Осме дивизије на Кордун, 34. дивизија била је ангажована у мобилизацији, извођењу диверзија на комуникацијама Загреб–Карловац и Загреб—Сисак, и у пребацивању хране из Посавине за Покупље. У јулу је у састав дивизије ушао Карловачки партизански одред, 27. августа од Жумберацког НОП одреда формирана је Жумберачка бригада, а средином септембра 1944. формиран је и Самоборско-јаскански партизански одред.
Јединице 34. дивизије су од 1. до 8. септембра порушиле пругу Загреб—Карловац. Делови дивизије учествовали су од 26. до 29. септембра у неуспелом нападу четвртог корпуса на Суњу; почетком октобра заједно с јединицама осме дивизије водила је оштре борбе против немачких и усташко-домобранских снага; 2. октобра заузеле су усташка упоришта у селима Живаја, Горњим и Доњим Церовљанима, 3/4. октобра Маврачиће, 13/14. октобра напале су усташка и домобранска упоришта Мала Млака, Св. Клара и Жажина, наневши непријатељу губитке од 77 погинулих, 79 рањених и 59 заробљених. До краја 1944, дивизија је дејствовала одвојено по бригадама и партизанским одредима дуж комуникација Загреб—Карловац, Карловац—Метлика и Загреб—Сисак. Учествовала је у ослобођењу Пешчанице и Лекеника 22/23. новембра, у борбама код села Бабица (близу Подсуседа) 10. децембра где је заробљено 206 непријатељевих војника и заплењено 12 минобацача, са 1956 мина, 7 митраљеза, 15 пушкомитраљеза, 218 пушака, 10 пиштоља, 8 аутомата, 55 000 метака, 400 бомби и осталог материјала; 20. децембра поновно су заузеле Драганиће, 24. децембра Домаговић и Лазину где је био заплењен један топ са 71 гранатом, 4 минобацача са 707 мина, 7 митраљеза, 3 пушкомитраљеза и 53 пушке. Наређењем Главног штаба НОВ и ПО за Хрватску од 31. децембра 1944. године, дивизија је проглашена ударном. У њен састав ушао је 22. фебруара 1945. и Посавски партизански одред Десетог корпуса НОВЈ.
Од јануара до средине маја 1945. дивизија је дејствовала на свом оперативном подручју. Учествовала је у завршним борбама за ослобођење Покупља и Жумберка; 15/16. јануара ослободила је Луку и Речицу, 28. јануара Зажину, 1. фебруара код села Јамничке Киселице њени делови претрпели су знатне губитке против јединица немачког Првог резервног ловачког пука, 5. фебруара одбила нападе усташа код Петровца и Јазвеника, 25/26. фебруара ослободила Одру и порушила пругу Загреб—Сисак на 32 места, 2. марта напала из заседе у рејону Мраково—Старјак немачку колону и нанела јој знатне губитке, 18. марта код Хасан-Брега, Жеравице, Велике и Братине одбила напад Немаца и усташа, 23. марта ослободила Будровце, а 26/27. марта Зденчину. Од 25. марта до 2. априла њени делови одбили су напад усташа и домобрана код Петриње и Глине. У априлу је учествовала у борбама на Кордуну при ослобођењу Каменице и Скрадника и садејствовала Тринаестој дивизији при ослобођењу Тоуња и Зденца, а од 1. до 7. маја 1945. у саставу Карловачке оперативне групе дивизија у ослобођењу Карловца.
Крајем априла 1945. расформирани су Посавски, Карловачки и Туропољско-посавски НОП одред, па је дивизија у свом саставу имала Жумберачку, Карловачку и бригаду „Фрањо Огулинац Сељо“, са укупно 6544 борца.